# Dionychoscelis
Dionychoscelis é um género de traça pertencente à família Arctiidae.